# Inwood (Virgínia de l'Oest)
Inwood és una concentració de població designada pel cens dels Estats Units a l'estat de Virgínia de l'Oest. Segons el cens del 2000 tenia 2.084 habitants.

## Demografia
Segons el cens del 2000, Inwood tenia 2.084 habitants, 810 habitatges, i 596 famílies. La densitat de població era de 283,3 habitants per km².
Dels 810 habitatges en un 35,7% hi vivien nens de menys de 18 anys, en un 56,5% hi vivien parelles casades, en un 11,5% dones solteres, i en un 26,4% no eren unitats familiars. En el 21,1% dels habitatges hi vivien persones soles el 8,6% de les quals corresponia a persones de 65 anys o més que vivien soles. El nombre mitjà de persones vivint en cada habitatge era de 2,57 i el nombre mitjà de persones que vivien en cada família era de 2,98.
Per edats la població es repartia de la següent manera: un 25,7% tenia menys de 18 anys, un 7,4% entre 18 i 24, un 33,4% entre 25 i 44, un 23,1% de 45 a 60 i un 10,4% 65 anys o més.
L'edat mediana era de 35 anys. Per cada 100 dones de 18 o més anys hi havia 91,2 homes.
La renda mediana per habitatge era de 41.033 $ i la renda mediana per família de 46.484 $. Els homes tenien una renda mediana de 33.155 $ mentre que les dones 23.750 $. La renda per capita de la població era de 21.359 $. Entorn del 2,5% de les famílies i el 4,7% de la població estaven per davall del llindar de pobresa.

## Poblacions més properes
El següent diagrama mostra les poblacions més properes.